# جووانی چیمارا
جووانی چیمارا (ایتالیایی: Giovanni Cimara؛ ۱ فوریه ۱۸۹۹ – ۱۴ دسامبر ۱۹۷۰) بازیگر اهل ایتالیا بود.
از فیلم‌های وی می‌توان به ملکه اسکالا و زنجیرهای ناپیدا اشاره کرد.